# 青地茂綱
青地茂綱（あおち しげつな，？—1570年（元龜元年））戰國時代武將。蒲生氏鄉叔父。是近江豪族青地氏養子。稱駿河守。兄長是蒲生賢秀（蒲生氏鄉父親）。
在六角義賢一族投降前是六角氏家臣。元龜元年（1570）與森可成和織田信治在宇佐山城和淺井長政、朝倉義景聯軍戰鬥，討死。